# Балицький Юліан
Юліан Балицький (1885—1916(?), м. Красноярськ, РФ) — український громадсько-освітній діяч, редактор.
Перед 1-ю світовою війною — штатний редактор «Просвіти» у Львові. За його участі Товариство розгорнуло широку видавничу діяльність: виходили щомісячні книжки і календар, наклад якого становив понад 30 тис. примірників (український календар «Русалка» на 1910 р., друкований латинкою, призначений для тих українців західних теренів, які розуміли тільки польське письмо). Для масового читача за безпосередньої участі Балицького друкувалися «Просвітні листки», а для бібліотек — видання «Руська письменність». Великої популярності набула «Господарська бібліотека», що виходила у Львові. Від 1909 й до початку 1-ї світової війни — незмінний редактор часопису «Письмо з „Просвіти“», що завдяки Балицькому став фаховим просвітнім органом. Був членом канцелярії товариства «Просвіта», відповідав за ідеологічну роботу та пропаганду освітньої справи.

Був організатором протиалкогольного руху в Галичині.
"Балицький дуже цікавився Львовом, і ми майже щодня робили проходи по місті й передмісті, розшукуючи, де живуть українці, українські ремісники, де українські крамниці та ін., обдумували плани «здобуття Львова, в якому було тоді не більше, як 15 проц. українського населення, мало свідомого і організованого». Іван Крип'якевич.
Балицьким була задумана і створена українська початкова («народна») школа у Жовківському передмісті. Труднощів було безліч: передусім — збір коштів, чим зайнявся сам «комітет», звертаючись до населення і організовуючи з цією метою народні «фестини», далі — переконування батьків майбутніх школярів про потребу української школи, підбір учителів, приміщення. Все перемогли молоді ентузіасти, а душею і натхненником усієї роботи був Юліан Балицький, «мій щирий приятель і друг, — зазначав Крип'якевич. — Мав гарні сині очі, завжди привітну усмішку на лиці, з природи був трохи флегматик, мене називав „гарячкою“. Говорив повільно і з трудом. В товаристві користувався прихильністю всіх та великим авторитетом».
Під час окупації Галичини рос. військами за відмову вивісити російський прапор над «Просвітою» був заарештований редактор її видань Юліан Балицький. 28 травня 1915 р. разом з іншими національно свідомими галичанами (д-р Микола Шухевич, д-р Василь Нагірний, д-р Володимир Охримович, д-р о. Йосиф Боцян, Кость Паньківський, Тимотей Старух та ін.) був вивезений до Сибіру (Красноярський край).
Помер у Красноярську (?), але точна дата смерті невідома. Костянтина Малицька у спогадах востаннє писала про живого товариша: «Щойно з початком червня 1919 р. пустилися ми в дорогу — я, ред. Балицький, одна мадярка — російська засланка і місцева вчителька, що верталася на вакації до дому у Єнісейську. <…> Плили ми Ангарою — себто нас четверо і два гребці — три доби, раз тільки висідаючи на берег для нічлігу. <…> В Єнісейську пробули ми всього два дні, користуючись гостиною д-ра Антона Рака. Большевицький совет видав нам даровий проїзд до Красноярська, але радив поспішати, бо події мчать блискавкою і хто зна, чи через добу буде ще відкрита дорога до Європи. Тов. Балицький порішив залишитися в Єнісейську, а я з товаришкою-мадяркою заризикували і всіли на перший пароплав „Дєдушку“, що саме відпливав. Та не мали щастя — в половині дороги на пристані Козачинське над'їхав кур'єр з телеграмою до капітана, щоб скоріш завертав назад до Єнісейська, бо Красноярськ уже в руках „правительственних“ військ — антибільшовицьких. Треба було або вертатись, або залишатись в Козачинському. Ми вибрали цей останній вихід, щоб бути ближче залізниці і при першій нагоді пуститися в дальшу дорогу».
Лише версія:"…вивезла його російська влада на Сибір і там він покінчив життя самогубством".